# بخش گنتور
بخش گنتور (به انگلیسی: Guntur district) یک بخش در هند است که در آندرا پرادش واقع شده‌است. بخش گنتور ۴٬۸۸۷٬۸۱۳ نفر جمعیت دارد.